# Янбарис
Янбарис (баш. Янбарис) — деревня в Янаульском районе Республики Башкортостан Российской Федерации. Входит в состав Кисак-Каинского сельсовета.

## География

### Географическое положение
Деревня находится на речке Бадряшбаш. Расстояние до:
- районного центра (Янаул): 22 км,
- центра сельсовета (Кисак-Каин): 3 км
- ближайшей ж/д станции (Янаул): 22 км.

## История
В деревне жили башкиры, владельцы земель Янбарисовой тюбы Уранской волости, и ясачные татары, происходящие из деревни Ацы Тотмятовской сотни Арской дороги Казанского уезда и принятые башкирами между 1659 и 1661 годом. Например, II ревизией 1748 года зафиксировано 54 ясачных татарина мужского пола. В Пугачевском восстании участвовало 43 ясачных татарина.
К концу XVIII века татары перешли в тептярское сословие. По V ревизии 1795 года их число составляло 70 человек, а число башкир-уранцев — 91 человек, проживавший в 18 дворах. В 1816 году — 24 двора и 127 башкир, по тептярям нет сведений. По VIII ревизии — 108 тептярей и 182 башкира. В 1859 году башкир 250 человек при 43 дворах, тептярей — 184 при 32 домах.
В 1870 году — деревня Янборисова 3-го стана Бирского уезда Уфимской губернии, 82 двора и 512 жителей (255 мужчин и 257 женщин), из них 453 башкира и 59 татар. В деревне находилась мечеть и 2 водяные мельницы, жители занимались лесным промыслом.
В 1896 году в деревне Байгузинской волости IV стана Бирского уезда — 83 двора, 642 жителя (362 мужчины, 280 женщин), мечеть.
В 1906 году 567 жителей, мечеть, ветряная и водяная мельницы.
В 1920 году по официальным данным в деревне было 116 дворов и 571 житель (263 мужчины, 308 женщин), преобладали башкиры, однако по данным подворного подсчета в 120 хозяйствах — 310 тептярей и 189 башкир, еще 128 человек записаны «государственными крестьянами» и был 1 работник.
В 1926 году деревня относилась к Янауловской волости Бирского кантона Башкирской АССР.
В 1939 году в деревне жили 553 человека, в 1959 году — 330 жителей.
В 1982 году население — около 150 человек.
В 1989 году — 108 человек (44 мужчины, 64 женщины).
В 2002 году — 98 человек (43 мужчины, 55 женщин), башкиры (90 %).
В 2010 году — 101 человек (47 мужчин, 54 женщины).

## Население
| 2002 | 2009 | 2010 |
| ---- | ---- | ---- |
| 98   | ↗110 | ↘101 |

## Религия
В деревне есть мечеть.